# El Prat (Castellcir)
|  | Per a altres significats, vegeu «el Prat (urbanització)». |

El Prat és una masia del terme municipal de Castellcir, al Moianès situada just al nord del sector central del terme, al nord de la Roureda, a llevant del camí que mena a Santa Coloma Sasserra.
Dista quasi dos quilòmetres del Carrer de l'Amargura i quasi 500 metres de la pista rural que mena a Santa Coloma Sasserra, el Camí de Collsuspina.
Al seu sud-oest s'estén el Serrat de la Bassa del Prat.